# Fan Linlin
Fan Linlin (chiń. 范琳琳; ur. 1 grudnia 1991 r. w Pekinie w Chinach). Siatkarka grająca na pozycji przyjmującej. 
Obecnie występuje w drużynie Army.